# 大川平駅
大川平駅（おおかわだいえき）は、青森県東津軽郡今別町大字大川平字熊沢にある、東日本旅客鉄道（JR東日本）津軽線の駅である。

## 歴史
- 1958年（昭和33年）10月21日：日本国有鉄道の駅として開業[2][3]。
- 1987年（昭和62年）4月1日：国鉄分割民営化により、東日本旅客鉄道の駅となる[3]。
- 2019年（令和元年）6月1日：蟹田駅業務委託化に伴い、管理駅が青森駅に変更。
- 2022年（令和4年）
  - 8月3日：大雨により線路設備に被害が発生し、蟹田駅から三厩駅間が運休され、それに伴い当駅も運休となる[4]。
  - 8月22日：同区間で代行バスの運行が開始される[5]。
- 2024年（令和6年）10月1日：えきねっとQチケのサービスを開始[1][6]。
- 2025年（令和7年）6月10日：同日開催の締結式にて、当駅を2027年（令和9年）4月1日に廃止することで合意[7][8]。

## 駅構造
単式ホーム1面1線を有する地上駅である。青森駅管理の無人駅である。

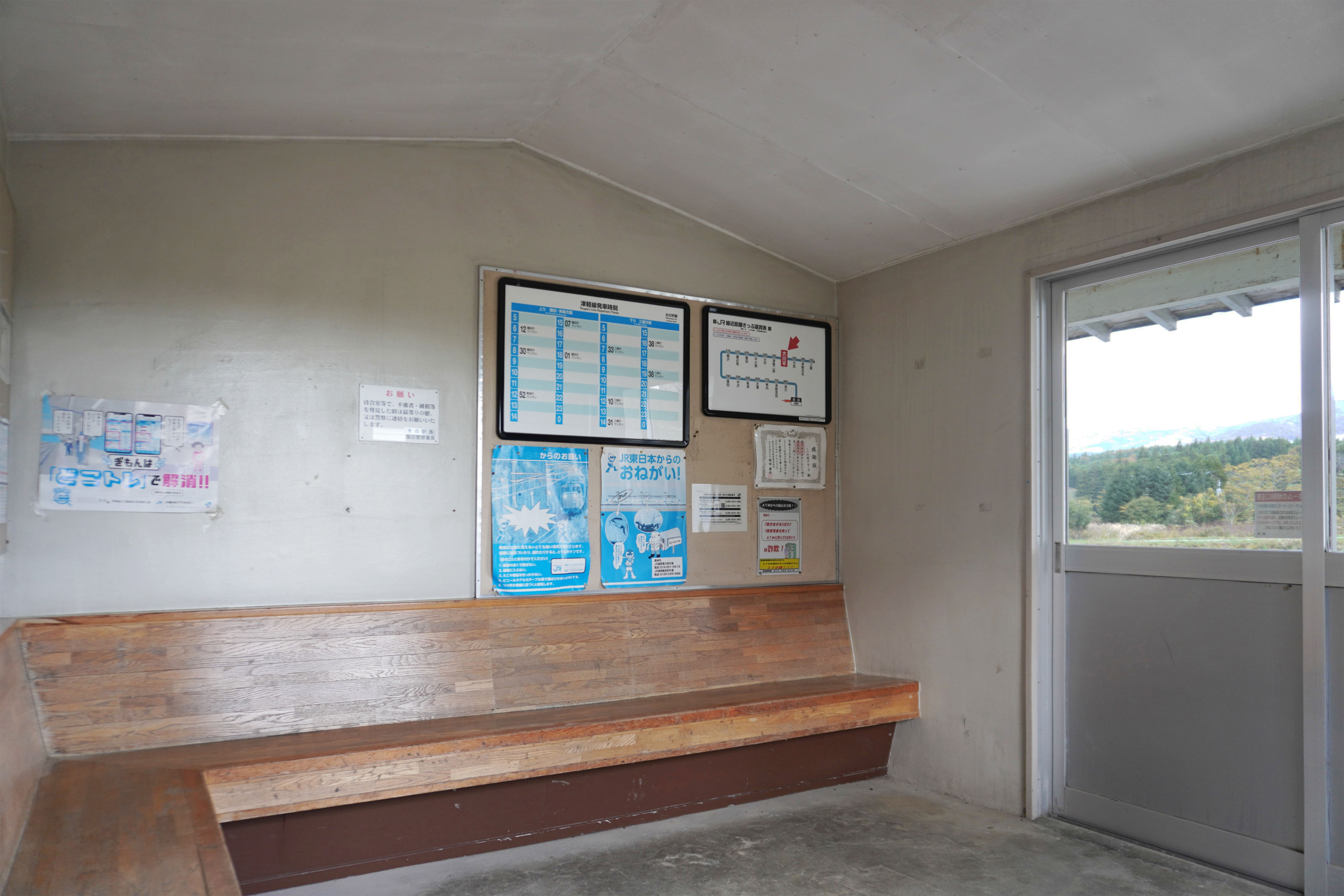
待合室（2023年10月）
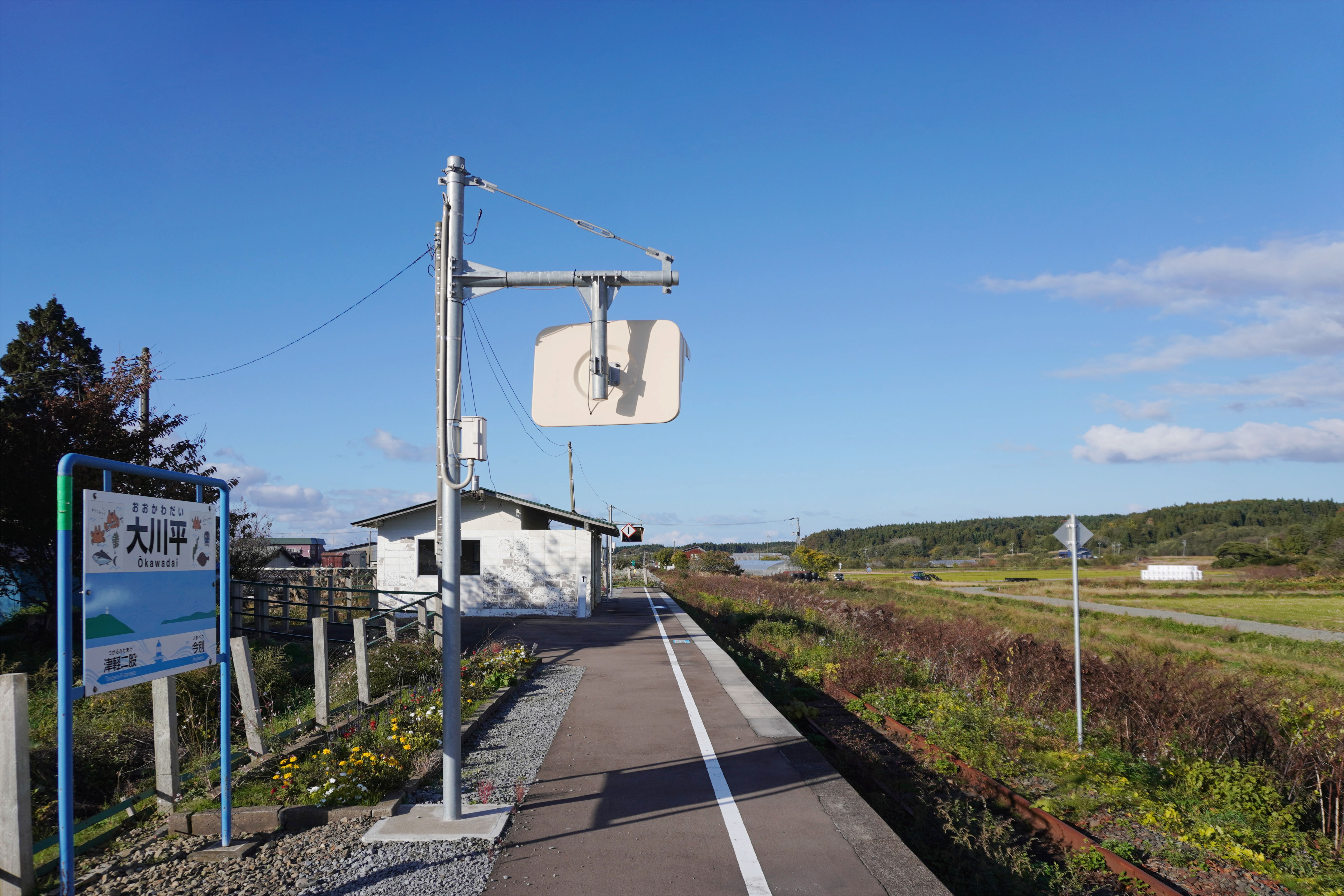
ホーム（2023年10月）

## 駅周辺
- 今別町立大川平小学校
- 大川平簡易郵便局
- 荒馬の里資料館
- 今別町巡回バス「高桑商店前」停留所

## 隣の駅
東日本旅客鉄道（JR東日本）
■津軽線
津軽二股駅 - 大川平駅 - 今別駅